# Varga János (katona)
Varga János (Magyarország, 1833. — San Antonio, Texas, Amerikai Egyesült Államok, 1915.) magyar származású amerikai polgárháborús katona a déliek oldalán.

## Élete
Varga János Varga Benjámin szíjgyártó mester legidősebb fia, testvérei Varga Sándor, Varga József, Varga Pál. Apja nyeregkészítő családi műhelyében dolgozott San Antonióban, ahova testvéreivel együtt 1858-ban hozatta ki apja. Az amerikai polgárháborúban a 3. számú texasi gyalogezredben teljesített szolgálatot közlegényként. 1863-64-ben a San Antonió-i hadianyagraktárban szolgált nyeregkészítőként. 1865-ben súlyos reumával kezelték a Shreveport konföderációs kórházban Louisiana államban. A déliek vereségét követően 1865 június 8-án szerelt le.
1866-ban megházasodott, feleségül vette az erdélyi származású Deák Rozáliát, felesége hamarosan meghalt. Később újra megnősült, feleségül vette a Katherine Keupperst. Nyeregkészítéssel foglalkozott, San Saba megyében (Texas) farmergazdaságot is működtetett. Mással meg nem erősíthető forrás szerint (Galveston Daly News) 1875-ben John Vargát gyilkossági kísérlettel vádolták, nem lehet tudni, hogy Varga János katonaviselt emberről, Varga Benjámin fiáról van-e szó. Annyit lehet tudni, hogy az 1890-es években Varga C. J. Langholznak dolgozott San Antonióban, ebben a városban 1915-ben érte a halál, s a helyi konföderációs temetőben nyugszik.